# Rami Kleinstein
Rami Kleinstein (em hebraico:  רמי קלינשטיין; Nova Iorque, 10 de novembro de 1962) é um cantor e compositor Israelita de origem americana de música folk rock.

## Biografia
Rami Kleinstein nasceu em Nova Iorque. Ele se mudou para Israel com sua família em 1970 aos 8 anos. Quando criança, estudou piano e música clássica. Em 1988, ele se casou com a cantora israelense Rita. Eles se apresentaram juntos na década de 1980, enquanto serviam no exército. Kleinstein posteriormente compôs e produziu muitas das canções de Rita. O casal, agora divorciado, tem duas filhas.

## Carreira musical
Em 1986, o primeiro álbum solo de Rami ביום של הפצצה (significando no dia da bomba) alcançou o status de ouro. Em 1997, seu sexto álbum, כל מה שתרצי (significando tudo que você quer) atingiu o status de triplo platina dez dias após o lançamento. Ele foi eleito o "Cantor do Ano" em 1995, após seu álbum תפוחים ותמרים (significando maçãs e tâmaras) alcançou platina tripla.
Desde 1985, Rami compõe, faz arranjos e acompanha Rita. Ele escreveu músicas para letras de Bob Dylan, Ehud Banai e Hanoch Levin.

## Discografia
- 1986: ביום של הפצצה
- 1989: על הגשר הישן
- 1991: אהביני
- 1993: במסיבה אצל גידו
- 1995: תפוחים ותמרים
- 1997: כל מה שתרצי
- 2000: פטר והזאב וקרנבל החיות
- 2000: תגיד את זה
- 2005: הרבה פנים
- 2009: שיר חשוף
- 2009: סינרגיה אקוסטית (com Synergia)
- 2010: Live
- 2012: סיטואציה מורכב
- 2014: מתנות קטנות
- 2015: אנשים טובים